# Iain Banks

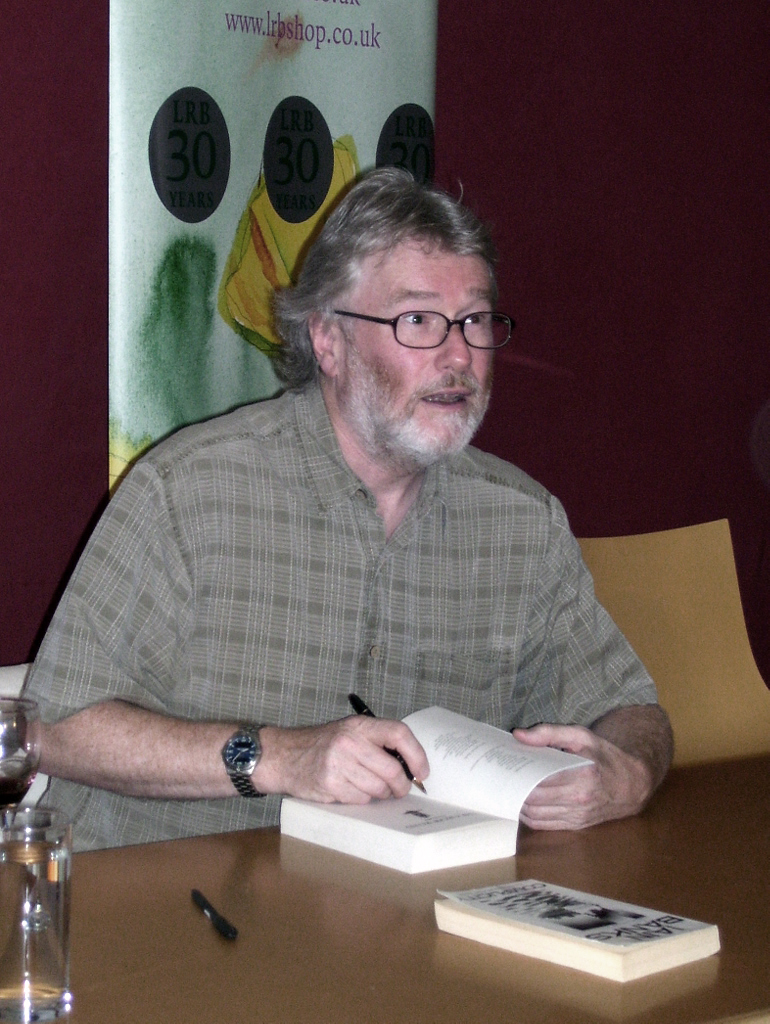
Iain M. Banks (2009)

Iain Menzies Banks ([ˈiːən ˈmɪŋɪz bæŋks], geboren am 16. Februar 1954 in Dunfermline, Fife, Schottland; gestorben am 9. Juni 2013 in Kirkcaldy, Fife) war ein schottischer Schriftsteller, bekannt als Autor von Science-Fiction.
Seine Romane veröffentlichte er unter dem Namen Iain Banks beziehungsweise, wenn es sich um Science-Fiction handelte, als Iain M. Banks. Die „New York Times“ nannte Banks den „bedeutendsten Science-Fiction-Autor der Gegenwart“; die britische „The Times“ setzte ihn im Jahr 2008 auf die Liste der „größten britischen Schriftsteller seit 1945.“

## Leben

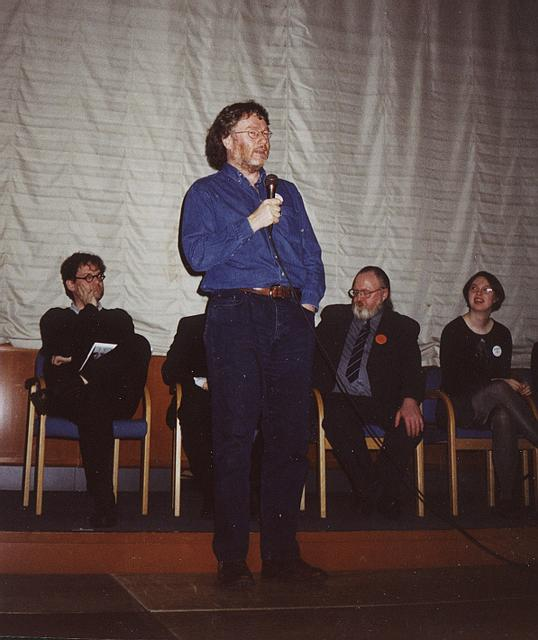
Iain Banks als Ehrengast bei einem Science-Fiction-Kongress in Bergen, 2000

Banks’ Mutter war professionelle Eiskunstläuferin, sein Vater Admiralitätsbeamter. Die Familie trug ursprünglich den Namen Banks Menzies. Iain Banks’ Großvater väterlicherseits veränderte die Reihenfolge zu Menzies Banks. Obwohl er selbst bei seiner Geburt nur als Iain Banks registriert wurde, benutzte Banks schon seit seiner Kindheit Menzies als seinen Mittelnamen.
Mit vierzehn Jahren beschloss Banks, Schriftsteller zu werden. Zwei Jahre später vollendete er seine erste Erzählung. Er studierte bis 1974 in Stirling Philosophie, Englisch und Psychologie. Nach dem College arbeitete er unter anderem als Portier eines Krankenhauses, Gärtner und Techniker. Alle Jobs ließen ihm ausreichend Zeit, seine schriftstellerischen Ambitionen zu verfolgen. Danach trampte er durch Europa und arbeitete als Techniker für British Steel. Nachdem er 1978 die USA von Washington, D.C. bis Los Angeles durchquert hatte, arbeitete er in Greenock bei IBM, bevor er 1979 nach London zog. 1980 schrieb Banks dort seinen Roman Die Wespenfabrik, der 1984 veröffentlicht wurde und ihn auf einen Schlag weltberühmt machte. Seitdem schrieb er Romane und gelegentlich Kurzgeschichten, die in Großbritannien fast alle Bestseller wurden. Im deutschen Sprachraum sind seine Bücher weniger bekannt. Von der ersten Buchveröffentlichung an lebte er mit seiner späteren ersten Frau zunächst in Kent, zog aber nach einer (vorübergehenden) Trennung 1988 zurück nach Schottland. Zuletzt lebte er in North Queensferry am Nordufer des Firth of Forth.
Am 3. April 2013 veröffentlichte Banks auf seinem Weblog die Mitteilung, dass vor einiger Zeit bei ihm Gallenblasenkrebs diagnostiziert worden sei, der bereits weiter gestreut habe. Seine Lebenserwartung messe sich in Monaten. Der Roman The Quarry, der im Sommer 2013 erscheinen solle, werde sein letzter sein. Sein Verlag habe das Erscheinungsdatum daher so weit wie möglich vorverlegt. Von allen öffentlichen Auftritten und Verpflichtungen werde er sich ab sofort zurückziehen. Wenige Wochen vor seinem Tod heiratete er seine Lebensgefährtin Adele Hartley, nachdem er sie gebeten habe, „ihm die Ehre zu erweisen, seine Witwe zu werden“. Am 9. Juni 2013 starb Iain Banks im Alter von 59 Jahren. Nur elf Tage später, am 20. Juni, erschien The Quarry. Der Roman schildert die emotionalen und körperlichen Verletzungen, die eine Krebserkrankung den Betroffenen auferlegt. Banks hatte ihn allerdings bereits zu 90 Prozent geschrieben, als entdeckt wurde, dass er selber krebserkrankt war. Im selben Jahr erhielt er den Karl Edward Wagner Award.

## Literarisches Schaffen
Seinen ersten, nie veröffentlichten Roman schrieb Iain Banks 1970 im Alter von 16 Jahren. Er trug den Titel The Hungarian Lift-Jet und war ein von Alistair MacLean beeinflusster Spionageroman „voller Sex und Gewalt“. Auch The Tashkent Rambler von 1972 wurde nicht veröffentlicht. In den folgenden Jahren schrieb Banks mehrere Science-Fiction-Romane, für die er erst nach der Veröffentlichung von Die Wespenfabrik 1984 einen Verlag fand. Kurz vor seinem Tod betonte Banks 2013, dass ihm seine SF-Romane, besonders der Kultur-Zyklus, stets sehr am Herzen lagen. Es seien die „Mainstream“-Romane gewesen, die mit ihren guten Verkäufen sein SF-Schaffen unterstützten, nicht umgekehrt. Auf die Wespenfabrik folgten mit Barfuß über Glas 1985 und Die Brücke 1986 zwei weitere Romane außerhalb des Genres der Science-Fiction, bevor 1987 mit Bedenke Phlebas der erste Band aus dem Kultur-Zyklus erschien.
Banks veröffentlichte in der Folge fast abwechselnd SF- und Nicht-SF-Romane. Reine Science-Fiction-Romane kennzeichnete Banks durch Verwendung seines abgekürzten Mittelnamens, aber auch die unter dem Namen Iain Banks veröffentlichten Werke enthalten zuweilen phantastische Elemente. Die deutschsprachigen Ausgaben sind beim Heyne Verlag alle unter dem Namen Iain Banks erschienen, darunter Die Wespenfabrik und Träume vom Kanal in der SF-Reihe.
Zur Weltsicht von Banks merkt Alan MacGillivray, ehemaliger Dozent für schottische Literatur in Glasgow, in einer Übersicht über Banks’ Schaffen (1996) an, dass sich in seinen Werken immer wieder längere verzweifelte und nihilistische Aussagen finden lassen, wenn seine Figuren ins „Herz der Finsternis“ schauten. Alles, was sie gegen ihre Verzweiflung tun können, sei es, mehr Malt-Whisky zu trinken, die Rockmusik lauter zu stellen und mehr Kokain zu schnupfen – Banks sei bis zu einem gewissen Grad ein unverbesserlicher Hippie aus den 1970er Jahren geblieben. Jedoch herrsche in Banks’ Werken auf keinen Fall durchgehend Finsternis. So rühmt MacGillivray das „funkelnde Spektrum“ von Banks’ Humor und spielerischer Erfindungsgabe. Auch betont er das Happy End der zum Zeitpunkt seiner Betrachtung neuesten SF-Romane von Iain M. Banks, Vor einem dunklen Hintergrund und Förchtbar Maschien. Christopher Palmer weist in Science Fiction Studies darauf hin, dass in den Romanen Bedenke Phlebas, Das Spiel Azad und Einsatz der Waffen jeweils die konventionelle, von Gewalt und Abenteuern geprägte Geschichte einer Space Opera erzählt werde – wobei sich diese Geschichte letzten Endes jedoch in allen Fällen für den Protagonisten als unwichtig und sinnlos erweise.
In den Science-Fiction-Romanen des Kultur-Zyklus beschreibt Banks eine anarchisch-sozialistische und post-heteronormative Gesellschaft, in der keine Knappheit an Gütern mehr besteht. Das Leben für die Bewohner der Kultur hat paradiesische Züge: Ihre Ressourcen sind praktisch unbegrenzt und stehen jedermann bedingungslos zur Verfügung. Durch fortgeschrittenes Bioengineering sind die Kultur-Bürger zudem praktisch unsterblich beziehungsweise können ihre Lebensspanne frei bestimmen. Es gibt keine klar festgeschriebenen Gesetze, sondern nur soziale Normen (gute Manieren), die durch gesellschaftliche Konventionen definiert und aufrechterhalten werden. Diese Utopie ist jedoch nicht ungebrochen; in mehreren seiner Romane stellt Banks einen problematischen Umgang der Kultur mit anderen Zivilisationen und Werten dar. Banks diskutiert in dieser Weise die Vorzüge und Schattenseiten offener Gesellschaften. Ein wesentliches Element des Kultur-Zyklus ist auch die Darstellung von Maschinen und Raumschiffen, die im Unterschied zu anderen Büchern der Space-Opera-Genres ihren eigenen Willen haben und als aktive Figuren ins Geschehen eingreifen. Ganz besonders deutlich wird das im Roman Exzession.
In einem Nachruf des Telegraph werden als kennzeichnend für Banks’ Romane generell ein makabrer schwarzer Humor und sein Sinn für das Bizarre und „the Gothic“ genannt. Als sein bestes Buch sah Iain Banks selbst Die Brücke an und bezeichnete es als „den Intellektuellen in der Familie“.
Ebenfalls in einem Nachruf attestiert der Schriftsteller Dietmar Dath Iain Banks in der FAZ, er habe die Leserschaft nicht „mit mundgerechter Weltraumzuckerwatte“ verzärtelt. Weiter schreibt Dath:

„Vor keineswegs Rosa-in-Rosa gemaltem, oft genug dunklem Hintergrund schuf Banks mit seiner Science-fiction fortan ökonomische, evolutionäre und mathematisch-physikalische Gedankenspiele, die allesamt davon handeln, dass dem Erfindergeist und dem Kunstsinn noch viel zu tun bleibt, wenn leiblicher Mangel und historisch ererbte Unfreiheit samt sonstigen peinlichen Erdenresten („Scarcity“) dermaleinst überwunden sein werden.“

## Weitere Rezeption

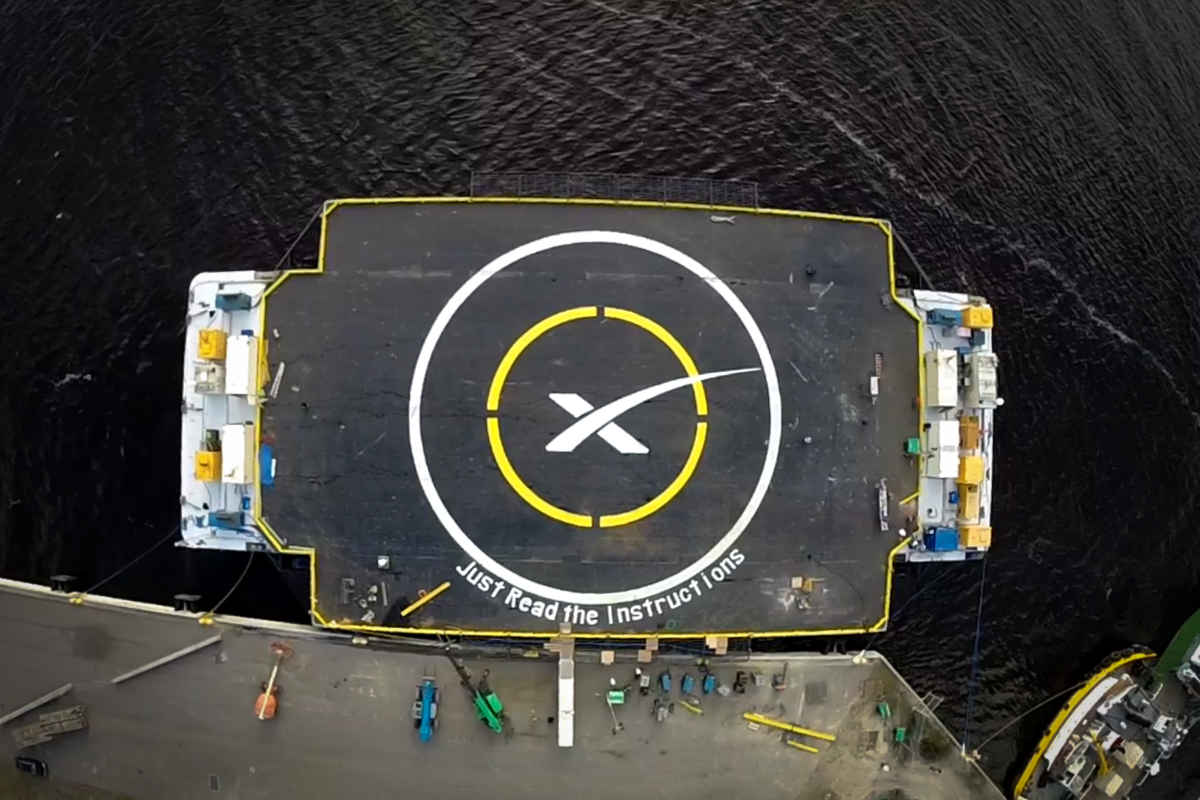
Luftaufnahme des ersten Autonomous spaceport drone ship, nachdem es zu Ehren von Iain Banks den neuen Namen Just Read the Instructions erhielt, der bereits auf dem Deck aufgemalt ist

Am 23. Juni 2013 wurde ein Asteroid nach Banks benannt: (5099) Iainbanks.
Am 23. Januar 2015 taufte Elon Musk, CEO der Raumfahrtfirma SpaceX, zu Ehren von Iain Banks zwei schwimmende Landeplattformen für Raketen, seine Autonomous spaceport drone ships Just Read the Instructions und Of Course I Still Love You. Das sind Raumschiffnamen, die Banks in seinem Werk Das Spiel Azad verwendete. Just Read the Instructions ist im Port Canaveral stationiert und ermöglicht die Landung von Raketenstufen im Atlantik, die kurz zuvor vom Weltraumbahnhof Cape Canaveral starten.
Grund für die Benennung sei laut Musk sein von Banks inspiriertes Selbstverständnis als „utopischer Anarchist“. Als Referenz seiner Rolle im Kabinett Trump II gab Musk die Gesellschaftsordnung von Banks’ Kultur-Zyklus an. Cory Doctorow, der nach eigenen Angaben mit Iain Banks eine enge Freundschaft pflegte, und andere widersprachen der Einordnung Banks’ durch Musk. So seien Banks’ Vorstellungen einer Überflussgesellschaft nicht die Musks gewesen; die weitgehende Abwesenheit sozialpolitischer Akteure wie Gewerkschaften in seinen Werken habe für ihn mitnichten bedeutet, dass diese nicht Notwendigkeit für die Erreichung entsprechender Reichtumsverteilung und Teilhabe seien.

## Auszeichnungen
- 1991 Kurd-Laßwitz-Preis für The Bridge in der Kategorie „ausländischer SF-Roman“
- 1992 Kurd-Laßwitz-Preis für The Wasp Factory in der Kategorie „ausländischer SF-Roman“
- 1993 Kurd-Laßwitz-Preis für Use of Weapons in der Kategorie „ausländischer SF-Roman“
- 1994 British Science Fiction Award für Feersum Endjinn als bester Roman
- 1996 British Science Fiction Award für Excession als bester Roman
- 1998 Kurd-Laßwitz-Preis für Excession in der Kategorie „ausländisches Werk“
- 2012 Premio Ignotus für Última generación (The State of the Art) in der Kategorie „Mejor cuento extranjero - Best Foreign Story“
- 2013 British Fantasy Award (Karl Edward Wagner Award)

## Bibliografie

### Culture-/Kultur-Zyklus
- Consider Phlebas (1987)
  - Deutsch: Bedenke Phlebas. Übersetzt von Rosemarie Hundertmarck. Heyne SF&F #4609, 1989, ISBN 3-453-03479-1.
- The Player of Games (1988)
  - Deutsch: Das Spiel Azad. Übersetzt von Rosemarie Hundertmarck. Heyne SF&F #4693, 1990, ISBN 3-453-04275-1.
- Use of Weapons (1990)
  - Deutsch: Einsatz der Waffen. Heyne SF&F #4903, 1992, ISBN 3-453-05826-7.
- The State of the Art (Erzählungen, 1991)
  - Deutsch: Ein Geschenk der Kultur. Übersetzt von Irene Bonhorst. Heyne SF&F #4904, 1992, ISBN 3-453-05827-5.
- Excession (1996)
  - Deutsch: Die Spur der toten Sonne. Übersetzt von Irene Bonhorst. Heyne, 1997, ISBN 3-453-12909-1. Auch als: Exzession. Heyne SF&F #6392, 2002, ISBN 3-453-19679-1.
- Inversions (1998)
  - Deutsch: Inversionen. Übersetzt von Irene Bonhorst. Heyne SF&F #6346, 2000, ISBN 3-453-16198-X.
- Look to Windward (2000)
  - Deutsch: Blicke windwärts. Übersetzt von Irene Bonhorst. Heyne SF&F #6443, 2003, ISBN 3-453-87066-2.
- Matter (2008)
  - Deutsch: Sphären. Übersetzt von Andreas Brandhorst. Heyne SF & F #52500, 2008, ISBN 978-3-453-52500-9.
- Surface Detail (2010)
  - Deutsch: Krieg der Seelen. Übersetzt von Andreas Brandhorst. Heyne, 2012, ISBN 978-3-453-52871-0.
- The Hydrogen Sonata (2012)
  - Deutsch: Die Wasserstoffsonate. Heyne, 2014, ISBN 978-3-453-31546-4.

### Romane
- The Wasp Factory (1984)
  - Deutsch: Die Wespenfabrik. Übersetzt von Irene Bonhorst. Heyne SF&F #4783, 1991, ISBN 3-453-04492-4.
- Walking on Glass (1985)
  - Deutsch: Barfuß über Glas. Übersetzt von Irene Bonhorst. Heyne SF&F #4852, 1991, ISBN 3-453-05373-7.
- The Bridge (1986)
  - Deutsch: Die Brücke. Übersetzt von Rosemarie Hundertmarck. Heyne SF&F #4643, 1990, ISBN 3-453-03906-8.
- Espedair Street (1987)
- Cleaning Up (1987, Kurzroman)
  - Deutsch: Entsorgung. In: Iain Banks: Ein Geschenk der Kultur. 1992.
- Canal Dreams (1989)
  - Deutsch: Träume vom Kanal. Übersetzt von Lutz Gräfe. Heyne SF&F #5668, 1997, ISBN 3-453-12647-5.
- The Crow Road (1992)
  - Deutsch: Straße der Krähen. Übersetzt von Jonathan Gates. Goldmann #8139, 1996, ISBN 3-442-08139-4.
- Against a Dark Background (1993)
  - Deutsch: Vor einem dunklen Hintergrund. Übersetzt von Horst Pukallus. Heyne SF&F #5640, 1998, ISBN 3-453-11892-8.
- Complicity (1993)
  - Deutsch: Verschworen. Übersetzt von Ute Thiemann und Sky Nonhoff. Goldmann #42931, München 1995, ISBN 3-442-42931-5.
- Feersum Endjinn (1994)
  - Deutsch: Förchtbar Maschien. Übersetzt von Horst Pukallus und Michael K. Iwoleit. Heyne SF&F #6325, 2000, ISBN 3-453-15660-9.
- Whit (1995)
  - Deutsch: Die Auserwählte. Übersetzt von Ute Thiemann. Goldmann #43527, 1997, ISBN 3-442-43527-7.
- A Song of Stone (1997)
- The Business (1999)
  - Deutsch: Die Aufsteigerin. Goldmann #35627, 2002, ISBN 3-442-35627-X.
- Dead Air (2002)
- The Algebraist (2004)
  - Deutsch: Der Algebraist. Heyne SF & F #52201, 2006, ISBN 3-453-52201-X.
- The Steep Approach to Garbadale (2007)
- Transition (2009)
  - Deutsch: Welten. Übersetzt von Friedrich Wilhelm Mader. Heyne SF & F #52710, 2010, ISBN 978-3-453-52710-2.
- Stonemouth (2012)
- The Quarry (2013)

### Sammlungen
- The Spheres (2010)
- Poems (Gedichte, 2015; mit einer Einleitung von Ken MacLeod)

### Kurzgeschichten
1987
- Cleaning Up (1987)
  - Deutsch: Entsorgung. In: Iain Banks: Ein Geschenk der Kultur. 1992.
- A Gift from the Culture (in: Interzone, #20 Summer 1987)
  - Deutsch: Ein Geschenk der Kultur. In: Michael Nagula (Hrsg.): Atomic Avenue. Heyne SF&F #4704, 1990, ISBN 3-453-04287-5.
- Descendant (1987, in: Roz Kaveney (Hrsg.): Tales from the Forbidden Planet)
  - Deutsch: Heruntergekommen. In: Iain Banks: Ein Geschenk der Kultur. 1992.
- Scratch (in: Fiction, vol. 6 no. 6, August 1987)
  - Deutsch: Kratzer. In: Iain Banks: Ein Geschenk der Kultur. 1992.

1988
- Road of Skulls (1988, in: 20 under 35, Sceptre)
  - Deutsch: Straße der Schädel. In: Iain Banks: Ein Geschenk der Kultur. 1992.

1989
- Odd Attachment (1989, in: Alex Stewart (Hrsg.): Arrows of Eros)
  - Deutsch: Ungerade. In: Iain Banks: Ein Geschenk der Kultur. 1992.
- Piece (in: Observer, 1989)
  - Deutsch: Fundstück. In: Iain Banks: Ein Geschenk der Kultur. 1992.
- The State of the Art (Kurzroman, 1989)
  - Deutsch: Der letzte Stand der Kunst. In: Iain Banks: Ein Geschenk der Kultur. 1992.

2010
- The Secret Courtyard (2010, in: Iain Banks: The Spheres)
- The Spheres (2010, in: Iain Banks: The Spheres)

### Sachliteratur
- Raw Spirit: In Search of the Perfect Dram (2003; Bericht einer Reise zu den schottischen Whisky-Destillerien mit persönlichen und politischen Betrachtungen)